# Fernando Afonso (pintor)
Fernando Afonso foi pintor de D. João II. Este monarca, em 10 de junho de 1486, passou-lhe carta, tomando-o por seu e sob a sua guarda, Em 12 de dezembro de 1487 lhe passou outra de privilégio a qual foi confirmada pelo rei D. Manuel em 25 de outubro de 1496. Fernando Afonso exercia o seu ofício em Santarém.